# Tadeusz Chmiel
Tadeusz Chmiel (* 21. November 1956 in Chmielek im Powiat Biłgorajski) ist ein polnischer Unternehmer. Er ist Gründer und Mehrheitsgesellschafter des Möbelunternehmens Black Red White und wird zu den reichsten Polen gezählt. Sein Vermögen wurde in der jährlich aktualisierten Reichen-Liste der polnischen Ausgabe der Zeitschrift Forbes im Jahr 2013 auf rund 450 Millionen Euro geschätzt, womit er den 10. Platz dieser Liste belegte.

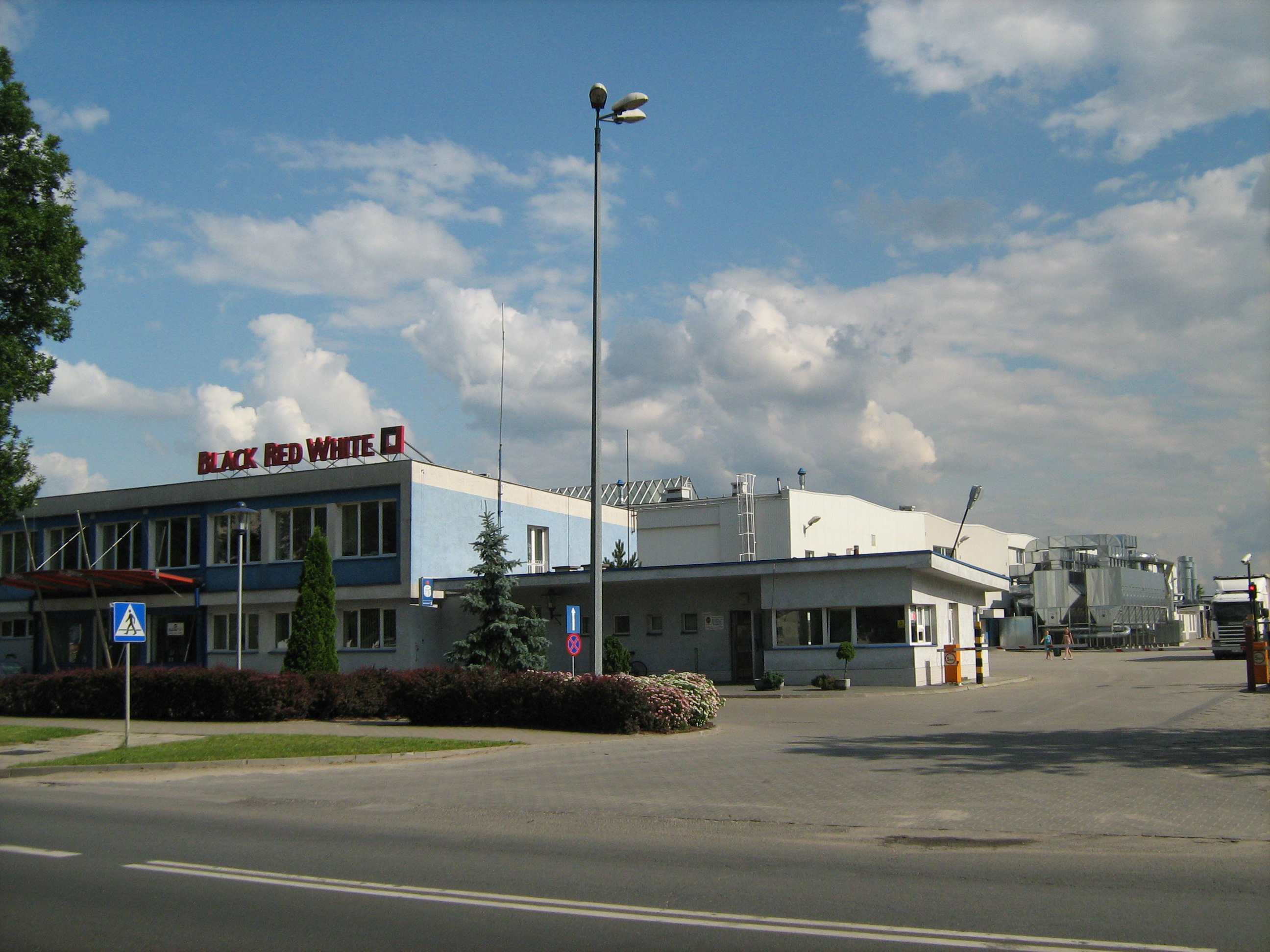
Die erste Fabrik von Black Red White in Biłgoraj

## Leben
Über Chmiels Lebenslauf ist nicht viel bekannt; der Unternehmer meidet öffentliche Auftritte und lehnt Interviews ab. Seine Geschäftstätigkeit begann in den 1980er Jahren, als er anfing, Möbel in der Familienwerkstatt zu bauen. Er entwickelte selbst Holzbearbeitungsmaschinen, um größere Stückzahlen herstellen zu können. Zunächst verkaufte er seine Produkte auf regionalen Märkten. Nach Anfangserfolgen entstand in Biłgoraj die erste Fabrik und 1992 wurde das Unternehmen Black Red White gegründet. Heute umfasst die Gruppe 21 Möbelfabriken in verschiedenen Ländern (in Polen u. a. auch in Zamosc, Mielec und Chmielek) und gilt mit einem Marktanteil von 20 % als der größte Möbelproduzent Polens. Die Gruppe verfügt über 2.300 Verkaufsstellen (Agenten) und beschäftigt rund 10.000 Mitarbeiter. Ein Drittel der produzierten Möbel wird im Ausland verkauft. Chmiel gehört die Mehrheit an dem Unternehmen, weitere Anteile hält sein Partner, Stanisław Bosak. Im Jahr 2008 übernahm das Lügder Unternehmen Bega Consult die deutsche Vertriebs-Gesellschaft der Black Red White-Gruppe und damit auch die Vermarktung der Erzeugnisse des polnischen Produzenten im deutschsprachigen Raum und in den Benelux-Ländern.